# XML-skema
Et XML-skema er en beskrivelse af en type af XML-dokument, typisk udtrykt som begrænsninger af strukturen og indholdet af dokumenter af den type, ud over de grundlæggende syntaktiske begrænsninger, som XML selv indeholder. Disse begrænsninger er generelt udtrykt ved hjælp af en kombination af grammatiske regler, der styrer rækkefølgen af elementer, boolske prædikater, som indholdet skal overholde, datatyper, der styrer indholdet af elementer og attributter, og mere specialiserede regler såsom entydighed og referentiel integritet.
Der findes sprog udviklet specifikt til at beskrive XML-skemaer. Document Type Definition (DTD), som er en del af XML-specifikationen, er et skemasprog, der har relativt begrænsede egenskaber, men som også har andre anvendelser i XML udover at beskrive skemaer. To mere udtryksfulde XML-skemasprog i udbredt anvendelse er XML Schema og RELAX NG.
Mekanismen til at knytte et XML-dokument til et skema varierer afhængigt af skemasproget. Tilknytningen kan opnås via opmærkning i selve XML-dokumentet eller via eksterne midler.